# Крынгаш (станция метро)
Крынгаш (рум. Crângași) — станция Бухарестского метрополитена. Станция расположена в районе Sector 1.
Открыта 22 декабря 1984 года в составе участка «Петраке Пойнару» — «Крынгаш». До 1992 года станция была конечной.
Станция строилась закрытым способом. Отделана белым мрамором, вставками из кирпича и травертином.
«Крынгаш» — колонная трёхпролетная мелкого заложения с одной островной платформой.